# Fenelon Sacerdoțeanu
Fenelon N. Sacerdoțeanu (* 1902 in Costeşti, Kreis Vâlcea; † 1982 in Rumänien) war ein rumänischer Allgemeinarzt im Umfeld von König Karl II. von Rumänien, Oberst der Rumänischen Armee und Präsident der Gewerkschaft SLOMR Temeswar.

## Leben und Werk

### Familie
Fenelon Sacerdoțeanu gehörte einem alten Bojarengeschlecht aus Costeşti in Vâlcea am Olt an. Die Familie Sacerdoțeanu investierte in der Zwischenkriegszeit durch den Bau von Kirchen, Mineralbädern, Parks und Gärten in den Ausbau der Gemeinde und vergab Stipendien an begabte Kinder. Sacerdoțeanus Bruder war Militärstaatsanwalt. Fenelon war verheiratet und hatte einen Sohn (später Chefarzt an einer Bukarester Klinik) und eine Tochter (Cabaroiu Laura Paula Sacerdoțeanu, später Ärztin in Timișoara).
Es ist ungeklärt, ob Fenelon Sacerdoțeanu mit dem ebenfalls aus Costeşti stammenden rumänischen Historiographen Aurelian Sacerdoțeanu (April 1904 – 7. Juni 1976) verwandt war. Dieser war ein Schüler Nicolae Iorgas, Autor mehrerer hundert Sachpublikationen zur Mediävistik und bis 1953 Leiter des Nationalarchivs in Bukarest.

### Werdegang
Sacerdoțeanu war Allgemeinarzt. 1929 schrieb er seine „Anexita tuberculoasa“ betitelte Dissertation an der Medizinischen und Pharmazeutischen Universität Carol Davila in Bukarest (rumänisch: Universitatea de Medicină și Farmacie "Carol Davila"). Zur Zeit des Königreichs Rumänien wirkte er lange Jahre im Umfeld von König Karl II. (Rumänien) als Leibarzt der königlichen Mätresse Elena Lupescu und lehrte an der Universität Bukarest. Er betätigte sich auch als Autor und verfasste eine Reihe von historischen Werken, die jedoch nicht publiziert werden konnten.
Sacerdoțeanu war überzeugter Großrumäne und vertrat die Auffassung, dass das von der Sowjetunion infolge des Deutsch-sowjetischen Nichtangriffspakts im Vorfeld des Zweiten Weltkriegs besetzte Bessarabien als alter Teil der Moldau integraler Bestandteil Rumäniens sei. Daher empfand er den Feldzug gegen die Sowjetunion, an dem er 1941 als Arzt im Range eines Obersts der rumänischen Armee teilnahm, als moralisch gerechtfertigt und legitim. 1947 erhielt er das Ehrenzeichen für 25 Jahre aktiven Dienst in der Armee (rumänisch: Semnul onorific de aur pentru 25 ani impliniti in serviciul militar activ) und wurde ehrenhaft aus der Armee entlassen. Mit dem Aufstieg der Kommunistischen Partei wurden die Besitztümer der Familie um 1950 nationalisiert.
Bis 1963 klafft eine Lücke in Sacerdoțeanus Lebenslauf. Etwa 1963 zog Sacerdoțeanu in die westrumänische Stadt Timișoara, wo er später den kulturell-politischen Gesprächskreis OTB (rumänisch Organizaţia Timiş-Banat) führte, welcher sich besonders mit der Menschrechtsproblematik im Ostblock nach der Konferenz über Sicherheit und Zusammenarbeit in Europa in Helsinki 1975 beschäftigte und dem auch Carl Gibson, Erwin und Edgar Ludwig, Stefan Wolf, Helmut Reiter, Horst Gängler, Helmut Wallner und Steffy Mayer angehörten. Nach der partiellen Zerschlagung der in Bukarest gegründeten Freien Gewerkschaft rumänischer Werktätiger SLOMR (rumänisch Sindicatul liber al oamenilor muncii din România) 1979 gründete er zusammen mit weiteren, vorwiegend banatschwäbischen Sympathisanten der Freien Gewerkschaft und dem Gesprächskreis OTB die Regionalorganisation SLOMR Temeswar, zu deren Präsident er – als Repräsentant der Staatsnation – ernannt wurde. In dieser Funktion musste sich Sacerdoțeanu Verhören des rumänischen Geheimdienstes Securitate unterziehen.
Die Literatur gibt keinen Aufschluss darüber, wie Sacerdoțeanu die Zeit nach den Verhören von 1979 bis zu seinem Tod 1982 verbrachte.